# Nezarini
Nezarini – plemię pluskwiaków z podrzędu różnoskrzydłych i rodziny tarczówkowatych. 
W 2011 zaliczano tu 206 gatunków z 21 rodzajów. Należą tu m.in.:
- Acrosternum Fieber, 1860
- Acrozangis Breddin, 1900
- Aesula Stål, 1876
- Aethemenes Stål, 1876
- Alciphron Stål, 1876
- Amblybelus Montrouzier, 1864
- Brachynema Mulsant et Rey, 1852
- Cellobius Jakovlev, 1885
- Chalazonotum Ribes et Schmitz, 1992
- Chinavia Orian, 1965
- Chroantha Stål, 1872
- Glaucias Kirkaldy, 1908
- Kurumana Linnavuori, 1972
- Neoacrosternum Day, 1965
- Nezara Amyot et Serville, 1843
- Palomena Mulsant et Rey, 1866 – odorek
- Parachinavia Roche, 1977
- Pseudoacrosternum Day, 1965
- Roferta Rolston, 1981